# Bremangerlandet
Bremangerlandet és una illa situada al municipi de Bremanger, al districte tradicional de Nordfjord, al comtat de Sogn og Fjordane, Noruega. La seva superfície és de 153 quilòmetres quadrats i és l'illa més gran del comtat. El seu punt més alt arriba als 889 metres d'altitud, però malgrat això hi ha un penya-segat molt més conegut, Hornelen, situat a 1 km a l'est de la muntanya, que té una alçada de 860 metres. Aquest penya-segat és el més alt d'Europa. Amb 4 quilòmetres de llarg, el llac Dalevatnet es troba a la part central de l'illa.
L'illa està situada al nord-est de l'illa més petita de Frøya. L'illa de Bremangerlandet es troba al costat sud de la desembocadura del gran Nordfjord i l'illa de Vågsøy es troba al costat nord de la boca del fiord. La petita illa de Husevågøy es troba enmig del fiord, just al nord de Bremangerlandet. L'illa està connectada a l'illa de Freya (al sud-oest) per una sèrie de ponts. Hi ha una connexió de ferri dues illes Husevågøy i Vågøy al nord. Al sud-est, l'illa està separada del continent per l'estret de Frøysjøen.
El principal nucli de població de l'illa és el poble de Bremanger. El poble, de 0,65 quilòmetres quadrat, té una població de 366 habitants (2012), donant al poble una densitat de població de 563 habitants per quilòmetre quadrat. El poble de Berle es troba al costat oriental de l'illa, i és la llar de l'església de Berle.